# Гоув-Сіті (Канзас)
Гоув-Сіті (англ. Gove City) — місто (англ. city) в США, в окрузі Гов штату Канзас. Населення — 80 осіб (2010).

## Географія
Гоув-Сіті розташований за координатами 38°57′34″ пн. ш. 100°29′13″ зх. д. / 38.95944° пн. ш. 100.48694° зх. д. (38.959335, -100.487072).  За даними Бюро перепису населення США в 2010 році місто мало площу 0,65 км², уся площа — суходіл.

## Демографія
Згідно з переписом 2010 року, у місті мешкало 80 осіб у 37 домогосподарствах у складі 22 родин. Густота населення становила 123 особи/км².  Було 56 помешкань (86/км²).
Расовий склад населення:
| - 97,5 % — білих |

До двох чи більше рас належало 2,5 %. Частка іспаномовних становила 0,0 % від усіх жителів.
За віковим діапазоном населення розподілялося таким чином: 22,5 % — особи молодші 18 років, 55,0 % — особи у віці 18—64 років, 22,5 % — особи у віці 65 років та старші. Медіана віку мешканця становила 48,0 року. На 100 осіб жіночої статі у місті припадало 95,1 чоловіків;  на 100 жінок у віці від 18 років та старших — 82,4 чоловіків також старших 18 років.
Середній дохід на одне домашнє господарство  становив 45 266 доларів США (медіана — 49 500), а середній дохід на одну сім'ю — 45 990 доларів (медіана — 40 000). Медіана доходів становила 42 500 доларів для чоловіків та 24 318 доларів для жінок. За межею бідності перебувало 4,2 % осіб, у тому числі 0,0 % дітей у віці до 18 років та 11,1 % осіб у віці 65 років та старших.
Цивільне працевлаштоване населення становило 59 осіб. Основні галузі зайнятості: сільське господарство, лісництво, риболовля — 25,4 %, будівництво — 16,9 %, освіта, охорона здоров'я та соціальна допомога — 15,3 %.